# Ferrals-les-Corbières
Ferrals-les-Corbières är en kommun i departementet Aude i regionen Occitanien  i södra Frankrike. Kommunen ligger  i kantonen Lézignan-Corbières som ligger i arrondissementet Narbonne. År 2022 hade Ferrals-les-Corbières 1 267 invånare.

## Befolkningsutveckling
Antalet invånare i kommunen Ferrals-les-Corbières
Referens: INSEE